# Sphaeropterus
Sphaeropterus är ett släkte av skalbaggar. Sphaeropterus ingår i familjen vivlar.

## Dottertaxa tillSphaeropterus, i alfabetisk ordning[1]
- Sphaeropterus albidoplagiatus
- Sphaeropterus albolineatus
- Sphaeropterus altirostris
- Sphaeropterus artensis
- Sphaeropterus batjanensis
- Sphaeropterus bituberculatus
- Sphaeropterus bombylius
- Sphaeropterus caudatus
- Sphaeropterus decipiens
- Sphaeropterus elegans
- Sphaeropterus gramineus
- Sphaeropterus granifer
- Sphaeropterus granosus
- Sphaeropterus guérini
- Sphaeropterus interruptus
- Sphaeropterus kukenthali
- Sphaeropterus lineolatus
- Sphaeropterus luctuosus
- Sphaeropterus migrans
- Sphaeropterus quadrilineatus
- Sphaeropterus rufipes
- Sphaeropterus scabratus
- Sphaeropterus scaposus
- Sphaeropterus seriegranatus
- Sphaeropterus suavis
- Sphaeropterus subtilis
- Sphaeropterus turbidus
- Sphaeropterus viridipictus